# Байрамов, Довлет Муратгельдыевич
Довлет Муратгельдыевич Байрамов (туркм. Döwlet Myratgeldiyewic Baýramow; 8 августа 1982) — туркменский футболист, полузащитник, тренер. Выступал за сборную Туркменистана.

## Биография
На старте карьеры выступал за «Мерв» (Мары), с которым стал бронзовым призёром чемпионата Туркменистана 2004 года. В 2005 году перешёл в один из сильнейших клубов страны того времени МТТУ (Ашхабад), с ним стал трёхкратным чемпионом (2005, 2006, 2009) и двукратным серебряным призёром чемпионата (2007, 2008), а также обладателем (2006) и финалистом (2008) Кубка Туркменистана. В 2011 году вернулся в «Мерв» и на следующий год завоевал бронзу национального чемпионата. В 2014 году перешёл в «Шагадам» (Туркменбаши), с которым стал двукратным бронзовым призёром (2014, 2017). В конце карьеры вернулся в город Мары и выступал за местные клубы «Энергетик» и «Мерв». В составе МТТУ принимал участие в матчах азиатских кубковых турниров и в Кубке Содружества, на котором в 2010 году стал полуфиналистом.
В национальной сборной Туркменистана дебютировал 9 октября 2004 года в матче отборочного турнира чемпионата мира против Шри-Ланки (2:2) и в этой же игре забил свой первый гол. Всего в 2004—2014 годах провёл 9 матчей за сборную и забил 2 гола.
По состоянию на апрель 2024 года работал тренером в клубе «Энергетик» (Мары).